# Newbottle (Tyne and Wear)
Newbottle – wieś w Anglii, w hrabstwie ceremonialnym Tyne and Wear, w dystrykcie metropolitalnym Sunderland. Leży 16 km na południowy wschód od centrum Newcastle i 383 km na północ od Londynu.